# Tyrannochthonius capito
Espèce
Tyrannochthonius capito est une espèce de pseudoscorpions de la famille des Chthoniidae.

## Distribution
Cette espèce est endémique du Yunnan en Chine. Elle se rencontre dans le xian de Xichou à Jijie dans la grotte Xianren.

## Description
Les mâles mesurent de 1,08 à 1,25 mm et les femelles de 1,31 à 1,37 mm.

## Systématique et taxinomie
Cette espèce a été décrite par Hou, Feng et Zhang en 2023.

## Publication originale
- Hou, Feng & Zhang, 2023 : « Three new species of cave-adapted pseudoscorpions (Pseudoscorpiones, Chthoniidae) from eastern Yunnan, China. » ZooKeys, no 1153, p. 73–95 (texte intégral).